# نووی (شهرستان وینوگرادوفسکی، استان آرخانگلسک)
نووی (به لاتین: Novy) یک منطقهٔ مسکونی در روسیه است که در استان آرخانگلسک واقع شده‌است.